# Riemann-meetkunde
De riemann-meetkunde, ook wel riemannse meetkunde genoemd, is het deelgebied van de differentiaalmeetkunde dat de riemann-variëteiten bestudeert. Dit zijn gladde variëteiten met een riemann-metriek, dat wil zeggen met een inwendig product op de raakruimte in elk punt, dat glad van punt naar punt varieert. Dit inwendig product induceert in het bijzonder lokale begrippen van hoeken, lengte van krommen, oppervlakte en volume. Met behulp van deze begrippen kunnen sommige andere globale grootheden worden afgeleid door integratie van lokale bijdragen.
In zijn oratie, Über die hypothesen, welche der Geometrie zu Grunde liegen (Over de hypothesen waarop de meetkunde is gebaseerd) legde Riemann de basis voor de riemann-meetkunde. Het is een zeer brede en abstracte generalisatie van de differentiaalmeetkunde van oppervlakken in de {\displaystyle \mathbb {R} ^{3}}. De ontwikkeling van de riemann-meetkunde resulteerde in de synthese van uiteenlopende resultaten met betrekking tot de meetkunde van oppervlakken en het gedrag van geodeten hierop, waarbij gebruik wordt gemaakt van technieken die kunnen worden toegepast op de studie van differentieerbare variëteiten van hogere dimensies. De riemann-meetkunde stelde Einstein in staat zijn algemene relativiteitstheorie op te stellen, had grote invloed op de groepentheorie en de representatietheorie, evenals op de analyse, en spoorde aan tot de ontwikkeling van zowel de algebraïsche als de differentiaaltopologie.

## Introductie

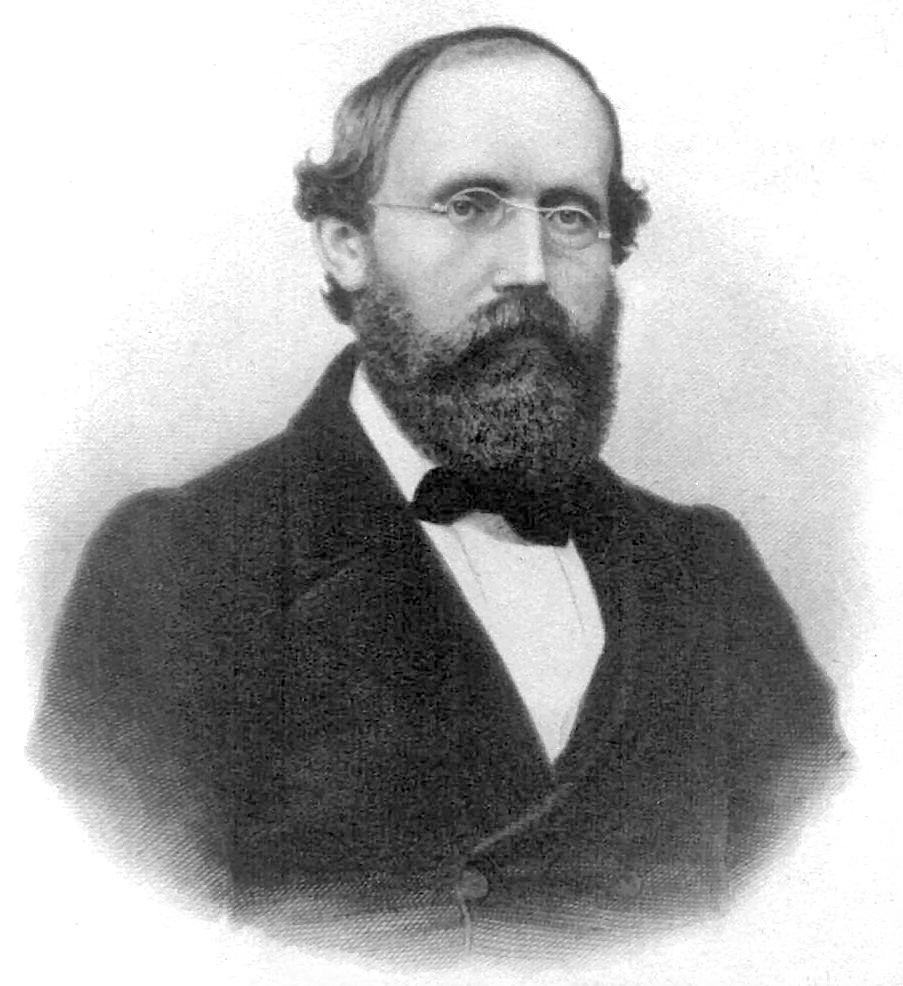
Bernhard Riemann

De riemann-meetkunde werd in zijn algemeenheid halverwege de 19e eeuw geïntroduceerd door Bernhard Riemann. De riemann-meetkunde behandelt een breed scala aan meetkundes met metrische eigenschappen die van punt tot punt variëren, evenals twee standaardsoorten van niet-euclidische meetkundes, de sferische meetkunde en de hyperbolische meetkunde, alsmede de euclidische meetkunde zelf.
Elke gladde variëteit laat een riemann-metriek toe, die vaak helpt om problemen in de differentiaaltopologie op te lossen. Het dient ook als een instapmodel voor de meer gecompliceerde structuren van pseudo-riemann-variëteiten, die (in vier dimensies) de belangrijkste objecten van de algemene relativiteitstheorie zijn. Andere generalisaties van de riemann-meetkunde omvatten de finsler-meetkunde.
De onderstaande artikelen geven een aantal inleidingen in de riemann-meetkunde
1. Metrische tensor
2. Riemann-variëteit
3. Kromming
4. Krommingstensor

## Klassieke stellingen in de riemann-meetkunde
Wat volgt is een onvolledige lijst van de meest klassieke stellingen in de riemann-meetkunde. De keuze is gemaakt, afhankelijk van het belang ervan, de schoonheid en de eenvoud van formulering. De meeste van de resultaten kan men terugvinden in de klassieke monografie door Jeff Cheeger en D. Ebin (zie hieronder).
De gegeven formuleringen zijn verre van zeer exact of zeer algemeen.
Deze lijst richt zicht op degenen, die de basisdefinities al kennen en die willen weten waar deze definities over gaan.

### Algemene stellingen
1. Stelling van Gauss-Bonnet: De integraal van de gaussiaanse kromming op een compacte 2-dimensionale riemann-variëteit is gelijk aan {\displaystyle 2\pi \chi (M)}, waar {\displaystyle \chi (M)} voor de euler-karakteristiek van {\displaystyle M} staat. Deze stelling heeft een veralgemening naar enige compacte even-dimensionale riemann-variëteit, zie veralgemeende stelling van Gauss-Bonnet.
2. Inbeddingsstellingen van Nash: ook wel de hoofdstellingen van de riemann-meetkunde genoemd. Zij stellen dat elke riemann-variëteit isometrisch kan worden ingebed in een euclidische ruimte {\displaystyle \mathbb {R} ^{n}}.

### Boeken
- (en)  Cheeger, Jeff, Ebin, David G, Comparison theorems in Riemannian geometry, AMS Chelsea Publishing, Providence, RI|, (2008); gereviseerde heruitgave van het origineel uit 1975.
- (en)   From Riemann to Differential Geometry and Relativity (Lizhen Ji, Athanase Papadopoulos,  and Sumio Yamada, Eds.) Springer,  2017, XXXIV, 647 p.  ISBN 978-3-319-60039-0